# Tim Meyer
Tim Meyer (8 luglio 2004) è un calciatore svizzero, difensore del Grasshoppers.

## Carriera

### Club
Meyer è cresciuto nel settore giovanile del Grasshoppers con cui ha debuttato il 20 agosto 2023 nell'incontro di Coppa Svizzera vinto 4-0 contro lo Sciaffusa. Ha segnato il suo primo gol il 18 agosto dell'anno successivo, sempre in coppa nazionale contro il Regensdorf.

### Nazionale
Ha giocato con le nazionali giovanili svizzere Under-20 ed Under-21.

## Statistiche

### Presenze e reti nei club
Statistiche aggiornate al 19 ottobre 2024.
| Stagione        | Squadra          | Campionato      | Campionato | Campionato | Coppe nazionali | Coppe nazionali | Coppe nazionali | Coppe continentali | Coppe continentali | Coppe continentali | Altre coppe | Altre coppe | Altre coppe | Totale | Totale | Totale |
| Stagione        | Squadra          | Comp            | Pres       | Reti       | Comp            | Pres            | Reti            | Comp               | Pres               | Reti               | Comp        | Pres        | Reti        | Pres   | Reti   |        |
| --------------- | ---------------- | --------------- | ---------- | ---------- | --------------- | --------------- | --------------- | ------------------ | ------------------ | ------------------ | ----------- | ----------- | ----------- | ------ | ------ | ------ |
| 2022-2023       | Grasshoppers U21 | 1L              | 23         | 2          | -               | -               | -               | -                  | -                  | -                  | -           | -           | -           | 23     | 2      |        |
| 2023-2024       | Grasshoppers U21 | 1L              | 2          | 1          | -               | -               | -               | -                  | -                  | -                  | -           | -           | -           | 2      | 1      |        |
| 2023-2024       | Grasshoppers     | SL              | 19+1       | 0          | CS              | 1               | 0               | -                  | -                  | -                  | -           | -           | -           | 21     | 0      |        |
| 2024-2025       | Grasshoppers     | SL              | 5          | 0          | CS              | 2               | 1               | -                  | -                  | -                  | -           | -           | -           | 7      | 1      |        |
| Totale carriera | Totale carriera  | Totale carriera | 50         | 3          |                 | 3               | 1               |                    | -                  | -                  |             | -           | -           | 53     | 4      |        |